# トロッコ列車
トロッコ列車（トロッコれっしゃ）は、車体の上半分が外気に開放された車両に旅客が乗車することができる観光列車の通称である。なお、トロッコとは、土砂や鉱石を運搬するための簡易な貨車のことである。
| トロッコ列車「清流しまんと号」（窪川駅） |  | 函館駅→森駅→大沼駅→森駅→函館駅間で運転された「くるくる駒ケ岳 遊・遊トレイン」（1986年、函館本線大沼駅付近） |
| トロッコ列車「清流しまんと号」（窪川駅） |  | 函館駅→森駅→大沼駅→森駅→函館駅間で運転された「くるくる駒ケ岳 遊・遊トレイン」（1986年、函館本線大沼駅付近） |

## 概要

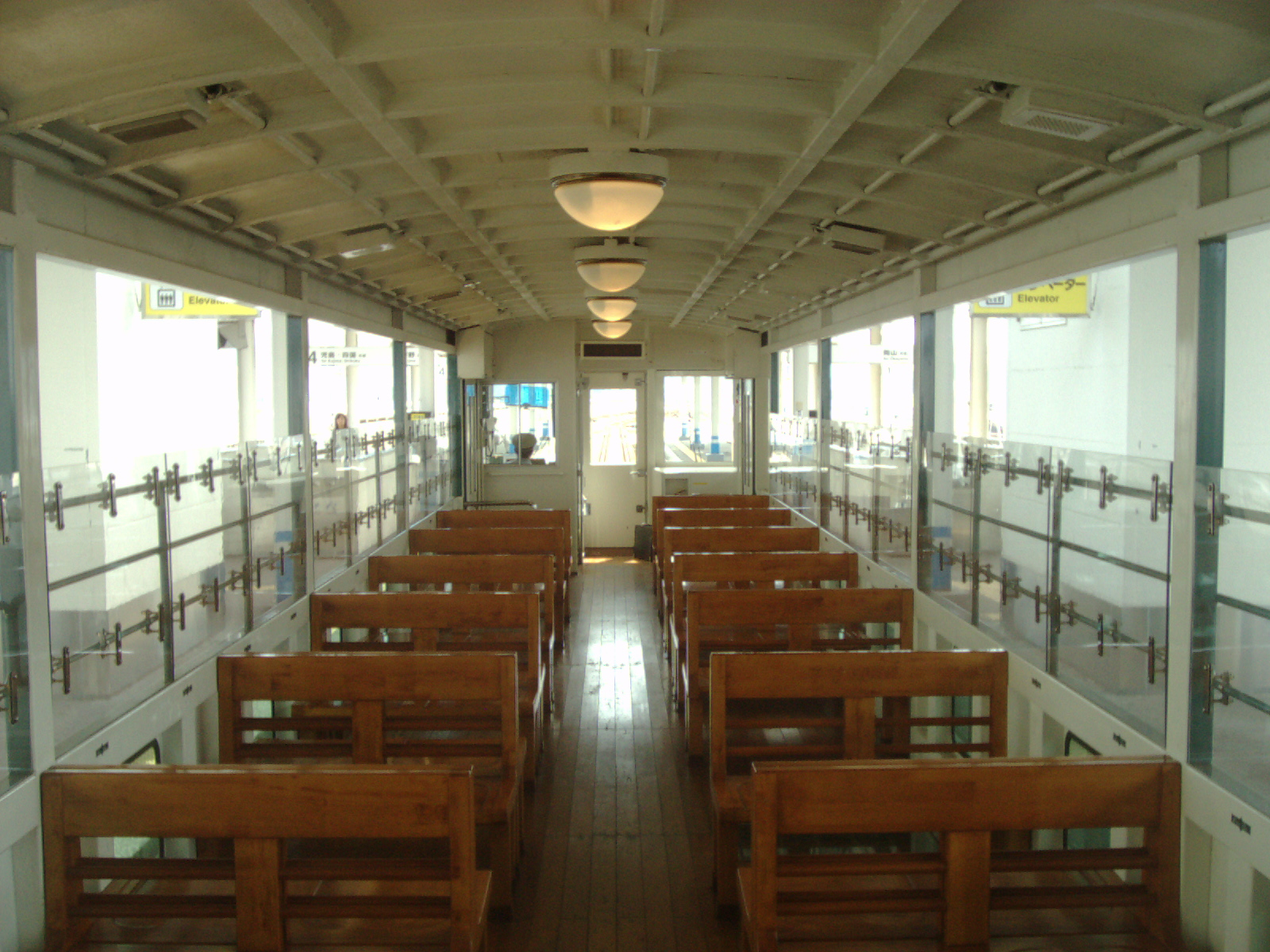
瀬戸大橋トロッコ車内

トロッコ列車の特色は、乗客が外気に直接触れられることにあり、一般に風景が美しく自然が豊かな鉄道路線で運行され、ローカル線への集客の目玉として定期的に運転される例も多い。風景を楽しむという意味では、広義の展望車の一種と見ることができるが、トロッコ列車は貨車を起源としており、旅客用車両の改造車であってもあえて内装材を取り払ったり、座席を簡易なベンチ風にして貨車的な雰囲気を演出している例が多い。そのため、1950年代まで東海道本線などで運行されていた特別急行列車に連結される展望車とは、全く系譜を異にする存在である。
一般に、観光シーズンや休日に運行されている。設備の制約や安全上の理由から、あまり速度は出さない。
新規に製作された車両は少なく、ほとんどが既存車からの改造である。また、牽引車・機関車についても、荒天時や乗客の安全確保対策のために自車を控車としたり、別に控車を連結していることが多い。

## 歴史
スイスのレーティッシュ鉄道のベルニナ線で1926年から無蓋車を改造した車両を使用したトロッコ列車が運行されている。
日本では1984年（昭和59年）に日本国有鉄道（国鉄）が四国の予土線で無蓋貨車（トラ45000形）に簡易な屋根と座席（ベンチ）を設置した車両を定期列車に併結し、「トロッコ清流しまんと号」として運行したのが始まりで、以降こうした列車が各地で運転されるようになるにつれ、それ以前から運転されていた黒部峡谷鉄道などの類似例も含めて「トロッコ列車」という呼称が一般的になっていった。
当初はほとんどが貨車であったが、貨車であるという性格上、乗り心地や運用面に問題があり、1990年代以降では客車や気動車も見られる。また、運転上の要請から、客車に設置した運転台から機関車を遠隔制御（プッシュプル運転）が可能な機能を備えたものがある。
台湾では台湾糖業鉄道がサトウキビ輸送用の貨車を改造した車両を蒸気機関車やディーゼル機関車で牽引している。

## 日本におけるトロッコ列車
運営事業者ごとに記載する。

### 現行事業者

#### 北海道旅客鉄道（JR北海道）
- 510系客車4両で構成される「ノロッコ号」用編成を2本保有し、「くしろ湿原ノロッコ号」「富良野・美瑛ノロッコ号」で運行している。
  - かつてはハテ8000形、トラ70000形、ナハ29000形といったトロッコ車両（全て貨車からの改造）を保有していたが、全廃されている。

#### 東日本旅客鉄道（JR東日本）

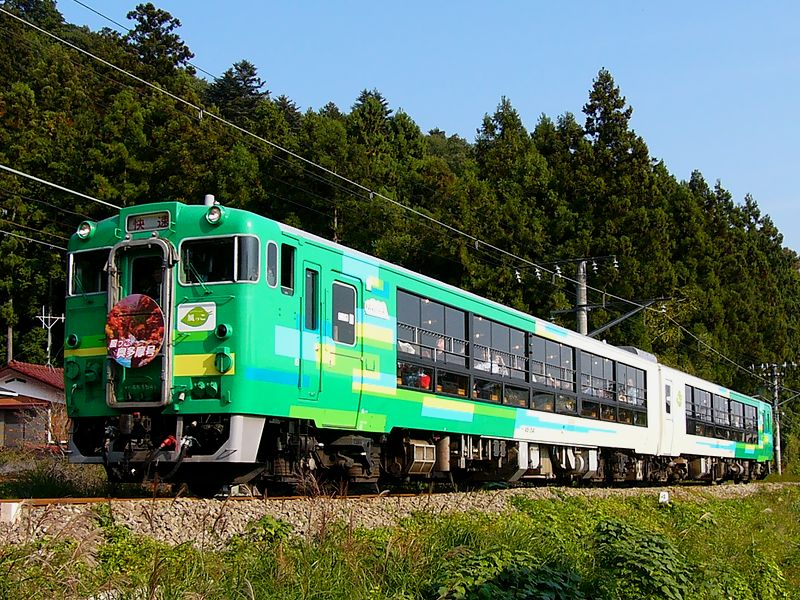
びゅうコースター風っこ

- キハ48形気動車を改造した「びゅうコースター風っこ」2両編成1本を保有する。仙台支社の所属だが、首都圏や長野地区などJR東日本の路線で広範に運用されている。
  - かつてトラ90000形無蓋貨車の改造車6両 （トラ91328, 91395, 91325, 92047, 91714, 91727）が東北地区に配置され、機関車牽引または気動車に挟まれて運用されていたが「風っこ」と入れ替わりに廃車された。

#### 四国旅客鉄道（JR四国）
- トラ45000形無蓋貨車改造車1両、キクハ32形気動車2両を保有する。
  - トラ45000形は1984年に改造を受け、布製の簡易な屋根と木製の座席、テーブルが設けられたものである。キハ54形・キハ32形など気動車の牽引により運行されていたが、2013年に水戸岡鋭治のデザインにより牽引車のキハ54形とともにリニューアルされ、新たに「しまんトロッコ」の愛称が付されて予土線で運行されている。
  - キクハ32形はトロッコ列車用車両としてはJRグループ唯一の新製車である[1]。1997年に1両 (501) が登場し、当初は予土線の「清流しまんと」の増発で使用が開始されたが、その後土讃線の「おおぼけトロッコ」に転用。2017年には「志国高知 幕末維新号」向けにラッピングを受けて2019年まで運用された。さらに2020年からは「藍よしのがわトロッコ」として徳島線で運行されている。
2003年には増備車 (502) が登場したが、腰板や床面の一部がガラス張りとなるなど、より開放的な構造となっている。同車は「瀬戸大橋トロッコ」で使用され、2006年（平成18年）に車体にアンパンマンが描かれ「瀬戸大橋アンパンマントロッコ」となった。

#### 会津鉄道

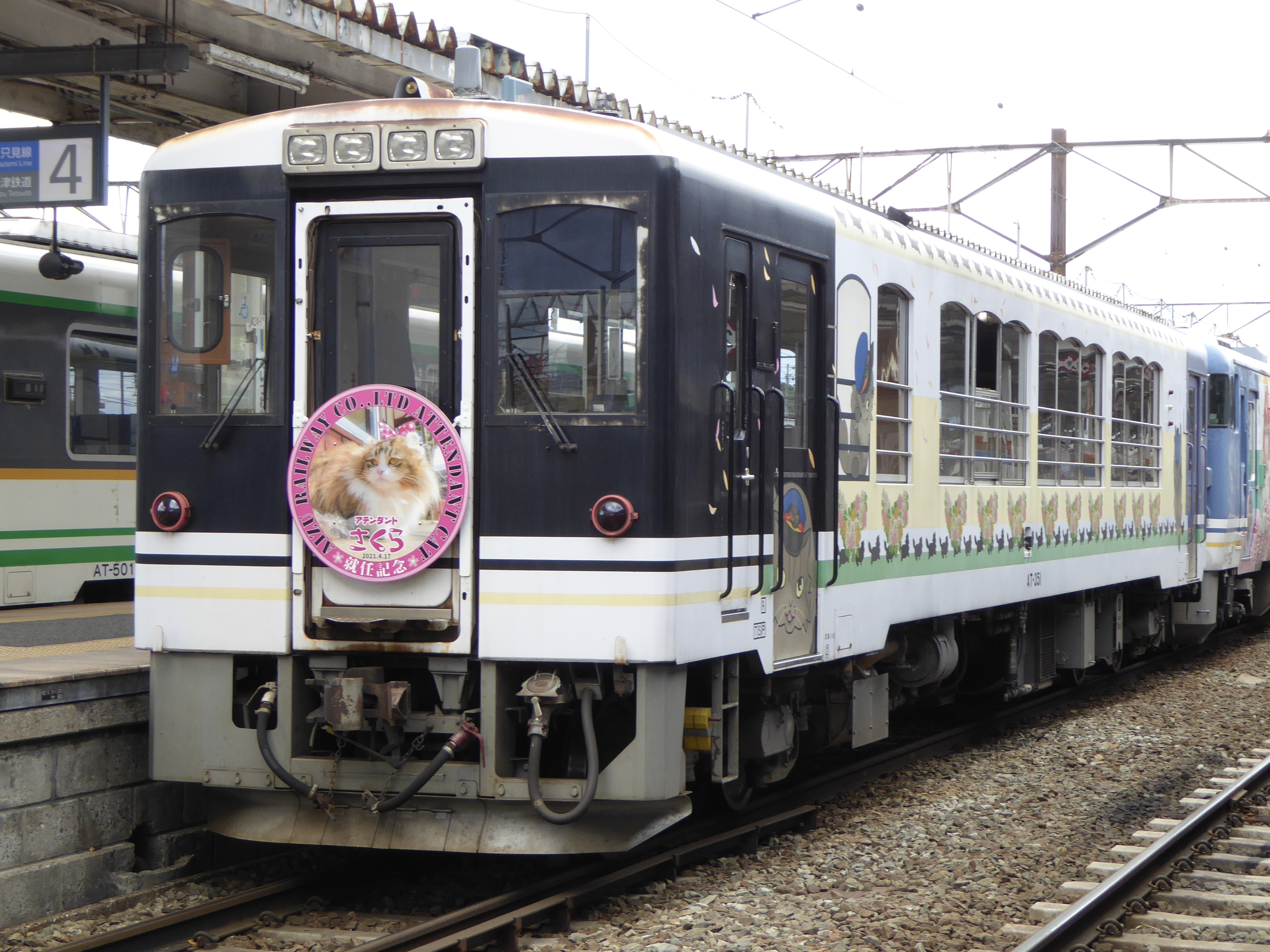
AT-350形

- お座トロ展望列車のトロッコ席用にAT-350形気動車1両を保有する。
  - 当初はJR東日本から購入したキハ30形気動車を改造したAT-300形気動車を保有していたが、老朽化に伴い2009年（平成21年）11月20日に運用を終了。2010年（平成22年）に現在のAT-350形気動車が導入された。

#### わたらせ渓谷鐵道
- 「トロッコわたらせ渓谷号」用にわ99形客車「かわせみ」2両、「トロッコわっしー号」用にWKT-550形気動車1両を保有する。
  - 「トロッコわたわせ渓谷号」は1998年（平成10年）に登場し、大間々駅 - 足尾駅間を運転している。編成は4両だが、このうち中間2両は京王初代5000系電車を改造したトロッコ車両で、その両端をJR東日本から購入したスハフ12形の控車が挟んでいる。
  - 「トロッコわっしー号」はトロッコ列車の需要増加に伴って2012年（平成24年）に導入された。控車としてWKT-510形と組む。

#### 小湊鉄道

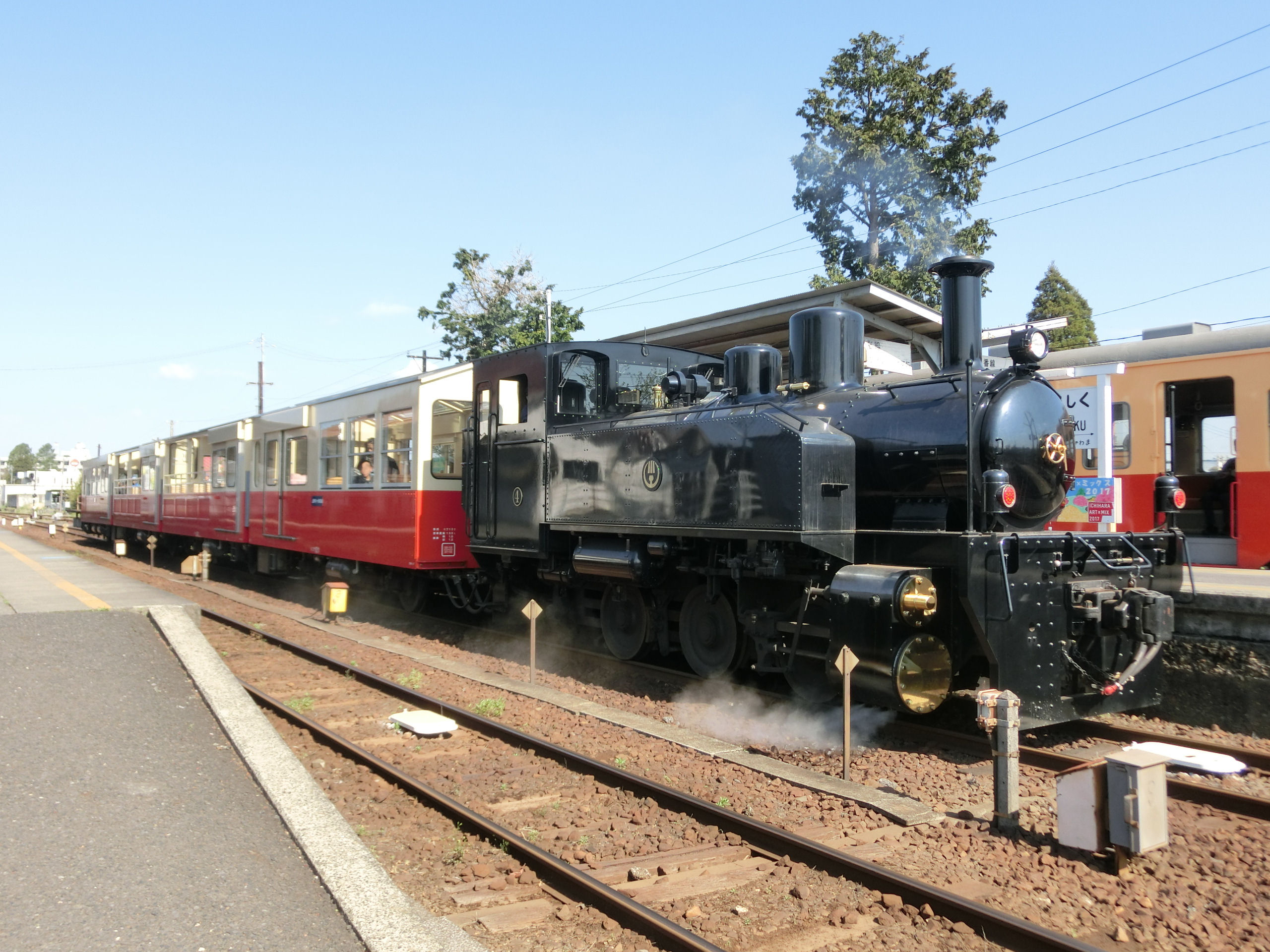
里山トロッコ

- 「里山トロッコ」として100形客車4両を保有する。牽引機はコッペル社製の蒸気機関車を模したDB4形ディーゼル機関車となっている。

#### 黒部峡谷鉄道

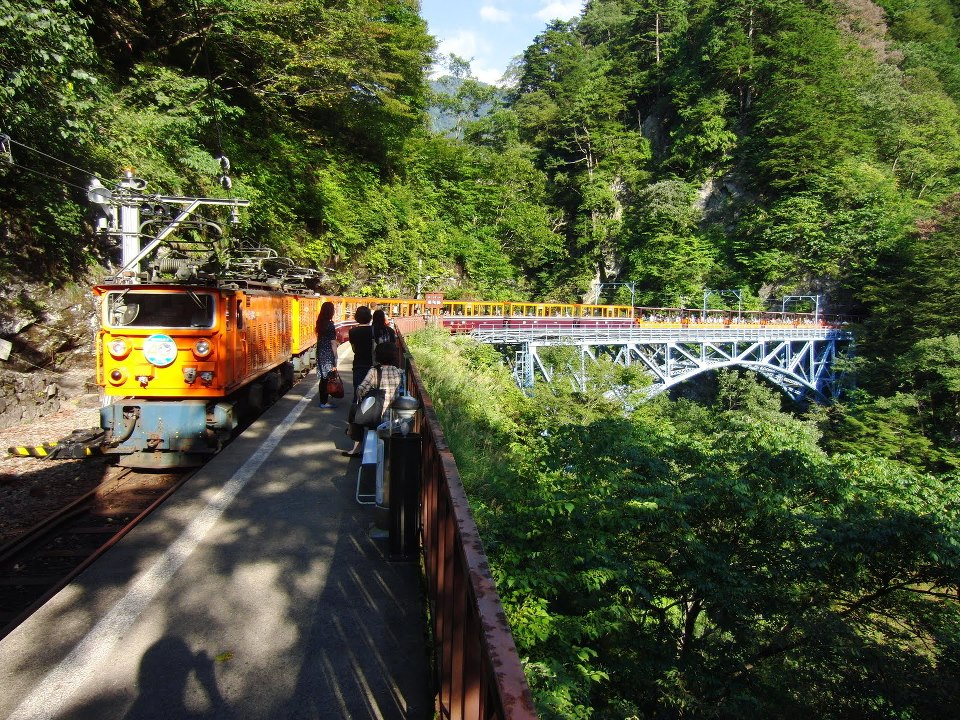
本線の列車（後部6両がトロッコ車両）

- 関西電力の専用鉄道を一般開放した路線で、一般客が利用可能な全ての列車にオープン客車が連結されている。また、発電所関係の輸送に利用される作業員専用列車もオープン客車が使用されている。

#### 嵯峨野観光鉄道

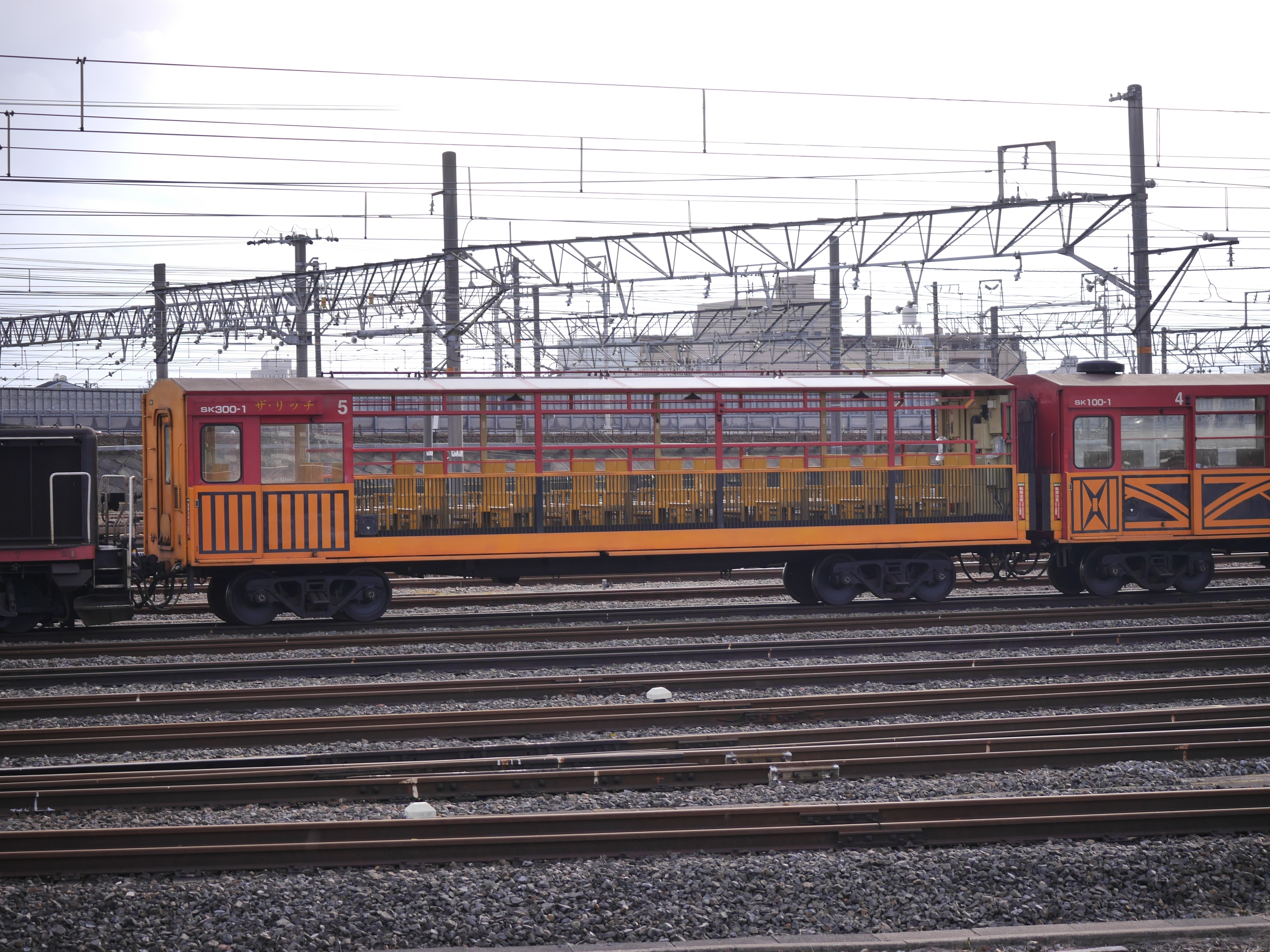
SK300形客車

- 山陰本線（嵯峨野線）嵯峨駅（現在の嵯峨嵐山駅） - 馬堀駅間の複線電化に伴う線路の付け替えによって廃止された保津川沿いの旧線を利用して、1991年（平成3年）に運転を開始。すべての列車にオープン車両が連結されており、専用の車両としてSK100形・SK200形・SK300形客車を保有する。
- 当初は5両中3両がオープン車両であったが、2000年にリフレッシュ改造を受けた際に2両が窓付きになったため、2020年現在では「ザ・リッチ」と称する特別車のSK300形のみがオープン構造となっている。

#### 平成筑豊鉄道

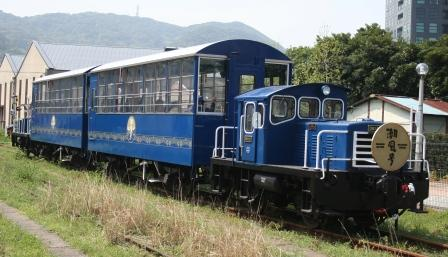
潮風号

- 2009年（平成21年）の門司港レトロ観光線開業とともに「潮風号」を運行開始。使用車両は島原鉄道トラ700形客車を譲受・改造したトラ70000形客車。

#### 南阿蘇鉄道

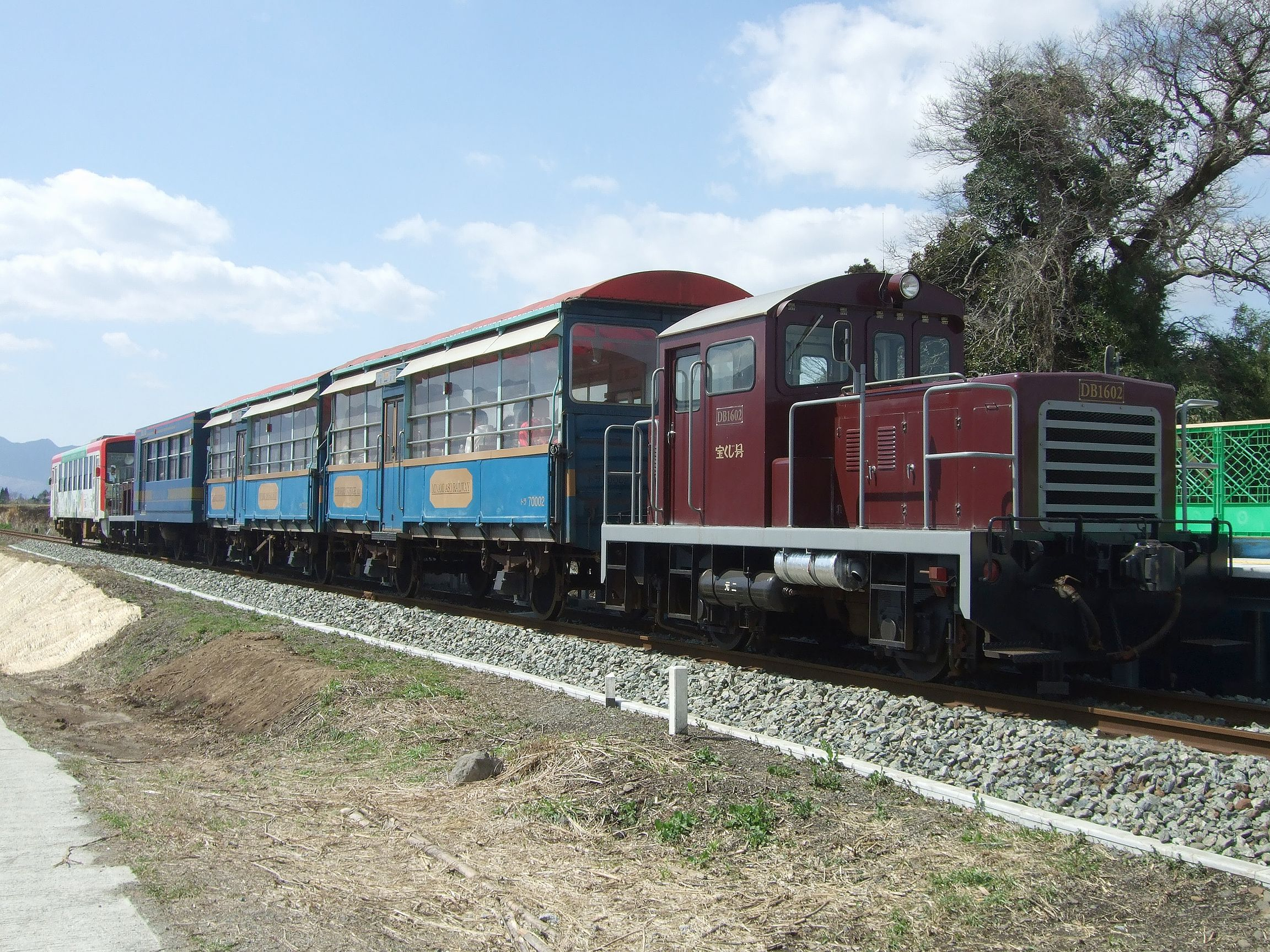
ゆうすげ号

- 1986年（昭和61年）にトラ70000形無蓋貨車2両を改造、トラ700形とし、同年7月26日に運転開始。2007年（平成19年）に機関車を交換し、客車1両を増強した。退役した機関車2台は北九州市に売却された。

### 過去の事業者

#### 東海旅客鉄道（JR東海）

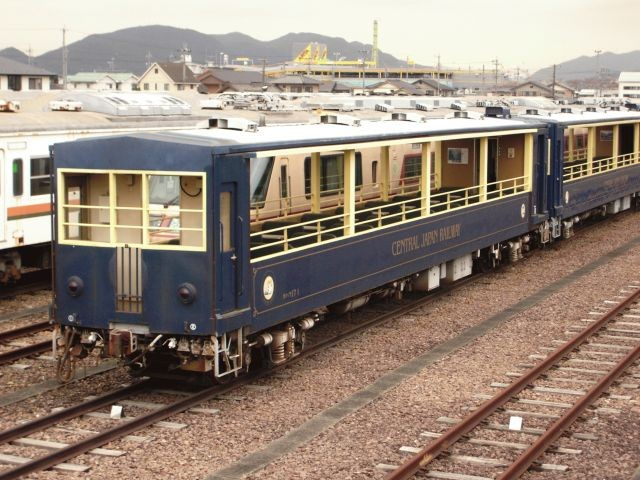
オハフ17形

- 1988年（昭和63年）ごろから飯田線で「トロッコファミリー号」を運行していた。当初は越美南線から転用されたトラ90000形無蓋貨車3両 (91388, 91402, 91818) を控車のオハフ46形客車2両 (2009, 2027) が挟む編成であったが、1993年（平成5年）にマニ44形を改造したオハフ17形を投入するとともに控車を12系客車に置き換えた。1996年（平成8年）にはオハフ17形が増備され、トラ90000形は引退した。
- 牽引機は運転当初DE10形ディーゼル機関車であったが、1989年（平成元年）からはEF58形、1992年からはED18形といった旧形電気機関車が牽引機となり、その点でも人気を集めていた。しかし故障や老朽化によってこれらの機関車が使用できなくなったことで、2006年（平成18年）に運転を終了した。

#### 西日本旅客鉄道（JR西日本）

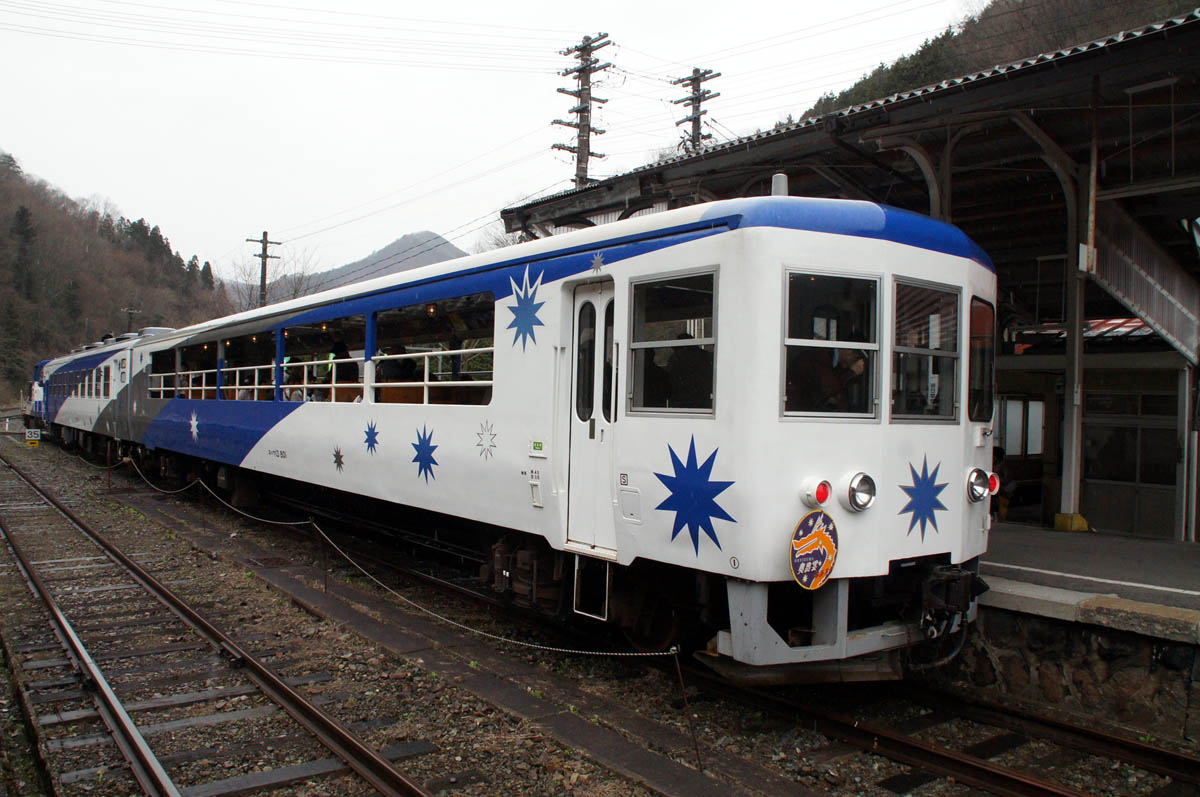
奥出雲おろち号

- 1998年（平成10年）から専用塗装の12系客車2両とDE15形ディーゼル機関車で編成を組む「奥出雲おろち号」を保有し、木次線で運行していた。車両の老朽化により、2023年（令和5年）に運転を終了した。

#### 九州旅客鉄道（JR九州）

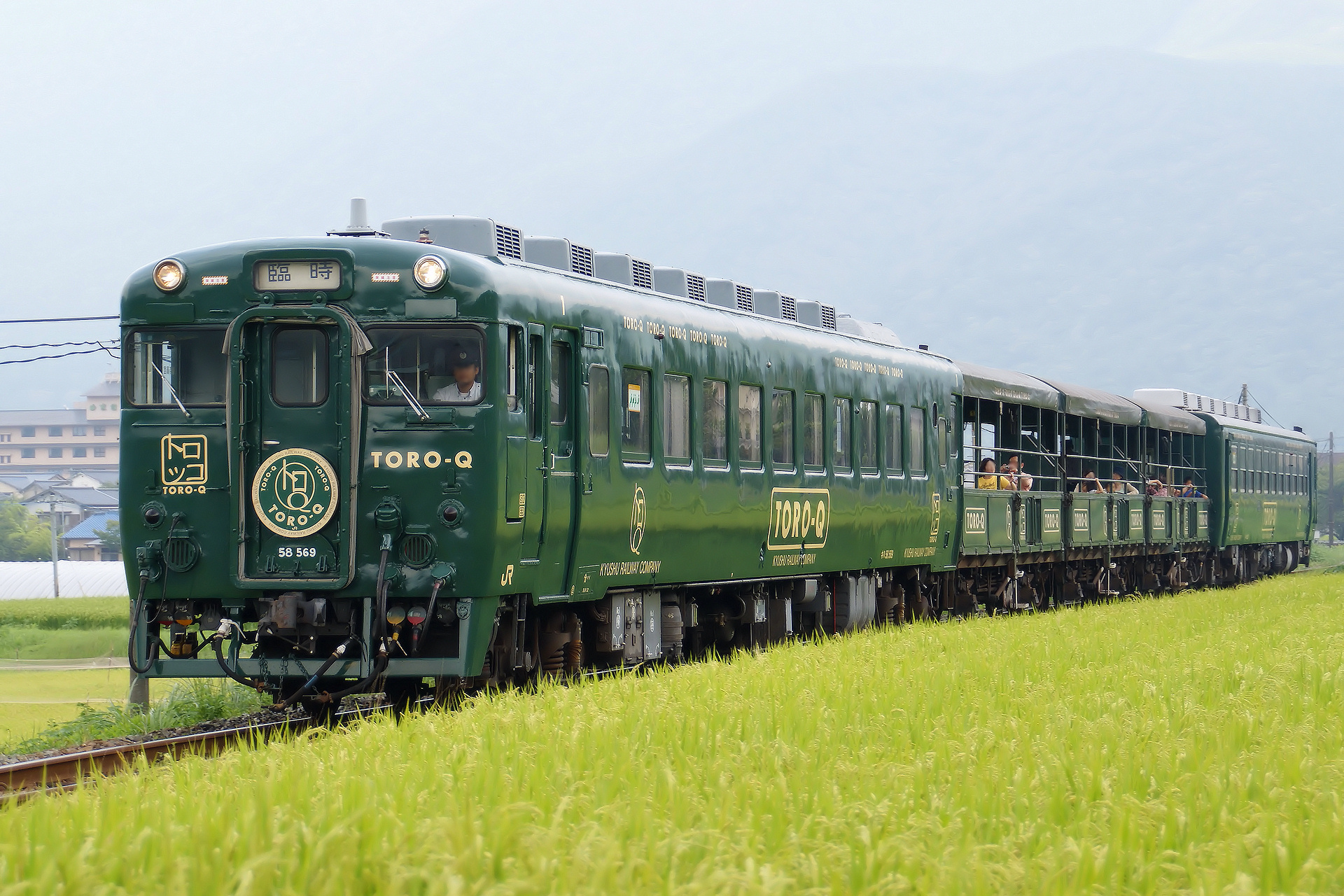
TORO-Q

- 1986年（昭和61年）にトラ70000形無蓋貨車3両を改造したトロッコ車両を保有していた。2002年（平成14年）に大分県湯布院町（現・由布市）で開催された「全国トロッコ列車サミット」に合わせ再整備を受けて「TORO-Q」と命名され、外板塗色は濃緑色に改められた。同時にキハ65 36およびキハ58 569が専用牽引車として貨車と同色に塗装されている。2009年（平成21年）に引退。

#### 銚子電気鉄道

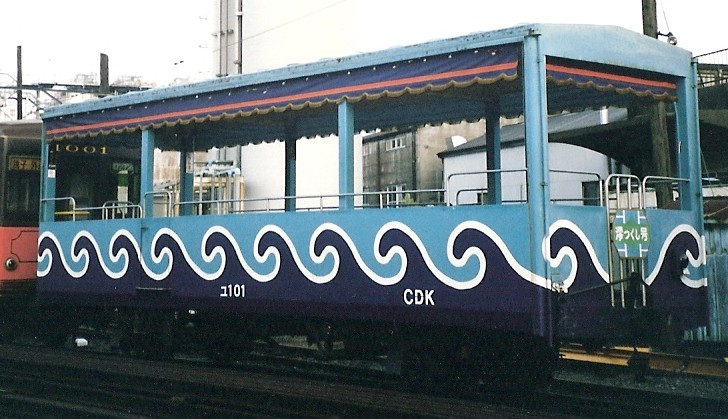
ユ101

- NHKの連続テレビ小説『澪つくし』に因んで1985年（昭和60年）から「澪つくし号」を運転していた。ワム80000形貨車を改造したユ100形客車を電車が牽引する形だったが、保安上の課題から2007年（平成18年）に運行終了。一度も復帰しないまま2012年（平成24年）に廃車された。

#### 大井川鉄道

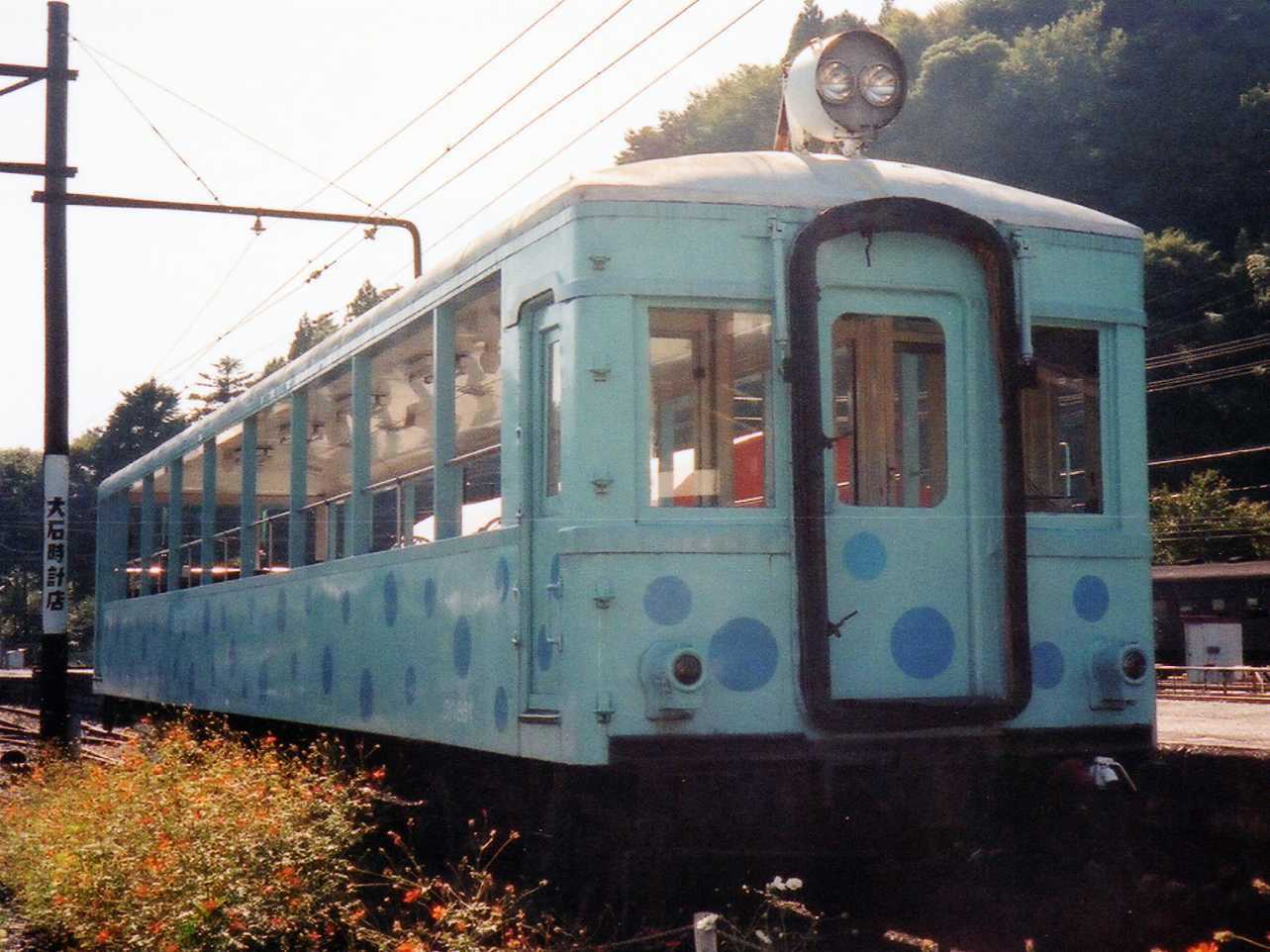
クハ861形

- 1986年（昭和61年）に電車を改造したトロッコ車両（クハ861）が存在したが、使い勝手の悪さから長期休車を経て1998年（平成10年）に廃車となった。

#### 天竜浜名湖鉄道

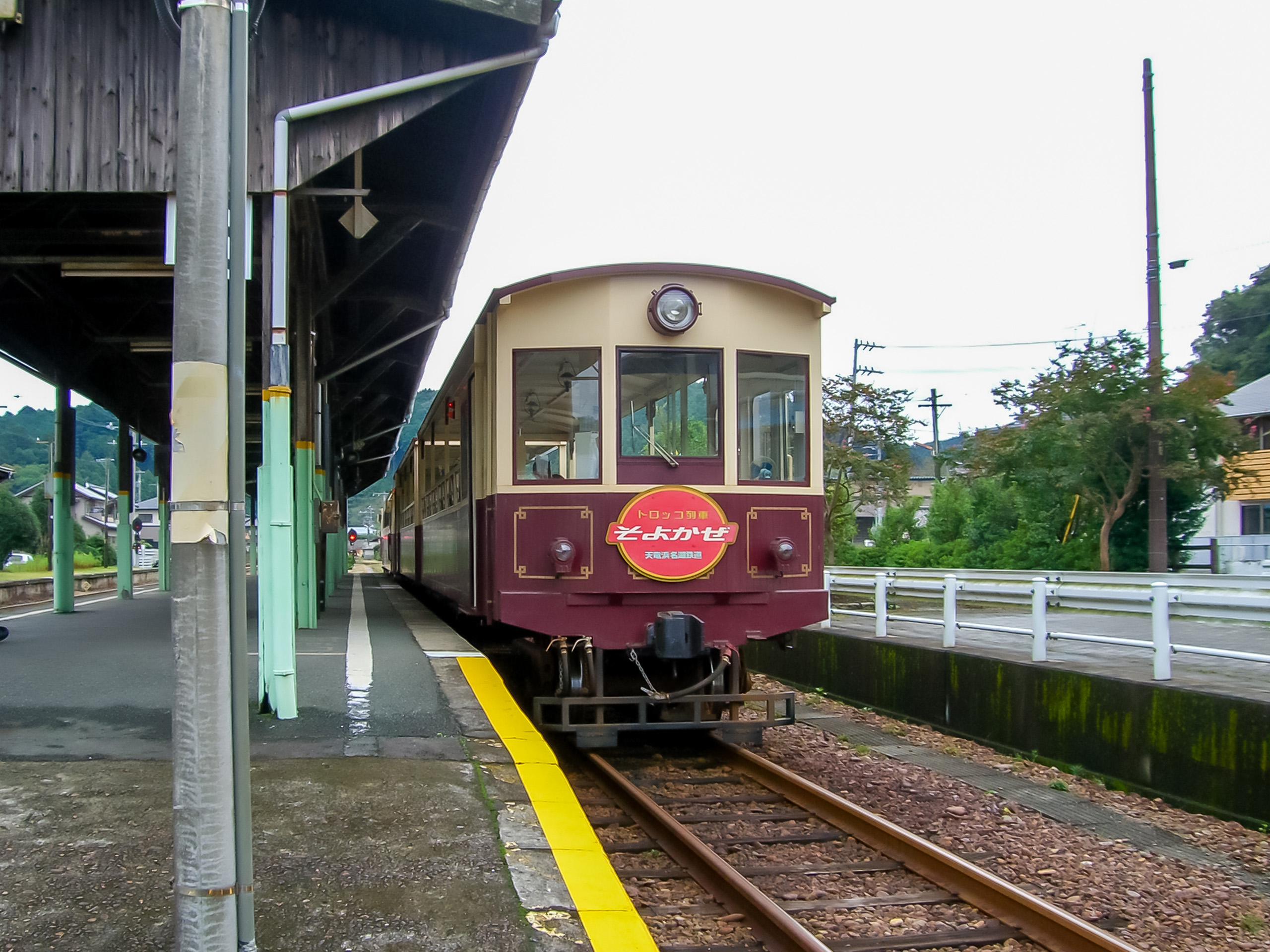
THT101

- トキ25000形貨車を改造したTHT100形・THT200形客車を保有し、2000年から「トロッコそよかぜ号」として運行していた。2007年に客車に致命的な破損が見つかり運行を休止、修繕されずにそのまま廃車された。

#### 長良川鉄道
- 1992年から「トロッコ列車」を運行。専用車両としてながら3形・ながら5形・ながら7形客車（それぞれヨ8000形・国鉄ヨ6000形・国鉄トキ25000形貨車から改造）を保有していた。2003年に脱線事故を起こし、全車廃車となった。

#### 島原鉄道

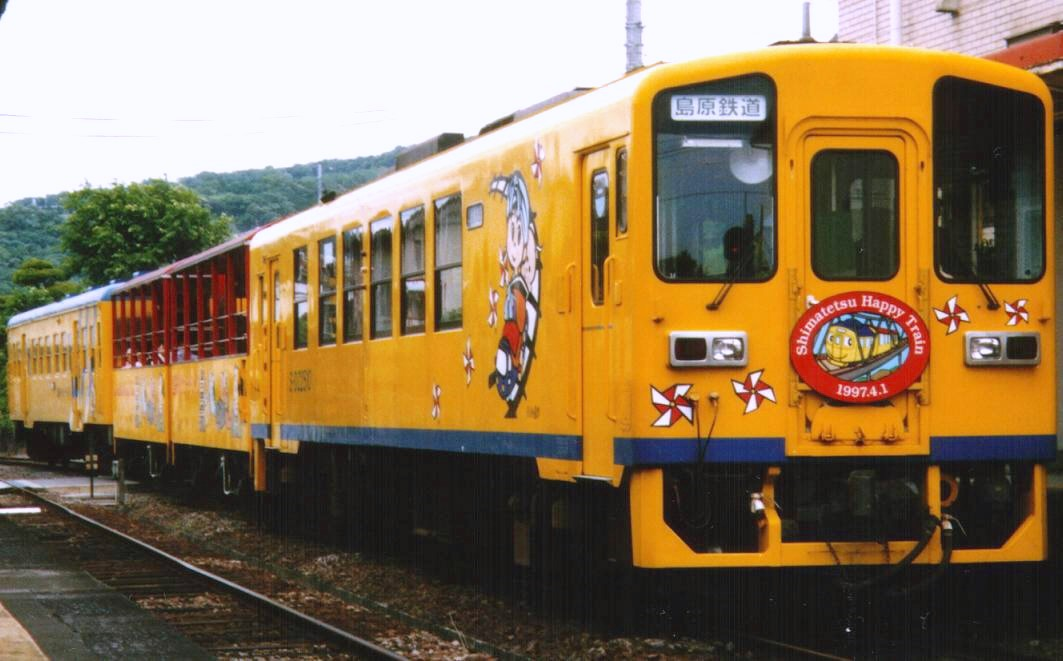
トラ700形（中間2両）

- 1997年（平成9年）からトラ70000形貨車を改造したトラ700形客車を保有し、気動車の間にトロッコ車両を2両連結する形（プッシュプル）で運転されていた。2008年（平成20年）に同社線の島原外港駅 - 加津佐駅間が廃止され同年の臨時運行をもって運転終了となり、車両は北九州市に売却された。その後は先述の通り、平成筑豊鉄道が「潮風号」として現在も運行している。

#### 高千穂鉄道
| 手力雄号 |  | 天鈿女号 |
| 手力雄号 |  | 天鈿女号 |

- 2003年（平成15年）3月にTR-400形気動車2両を新製し、401は黄色塗装で「手力雄」（たぢからお）、402は緑色塗装で「天鈿女」（あまのうずめ）とそれぞれ愛称が付けられて「トロッコ神楽号」として運行していた。
- しかし2005年（平成17年）に高千穂鉄道を台風14号が襲い、甚大な被害を受けて運行を休止。2両とも休車状態だったが2008年（平成19年）に正式に廃車となった。
  - その後高千穂鉄道の打診で2車とも九州旅客鉄道（JR九州）に売却され、同社のキハ125形400番台「海幸山幸」として2009年（平成21年）から運行されている。ただし窓が取り付けられてオープン構造ではなくなっている。

## 海外におけるトロッコ列車

### 台湾

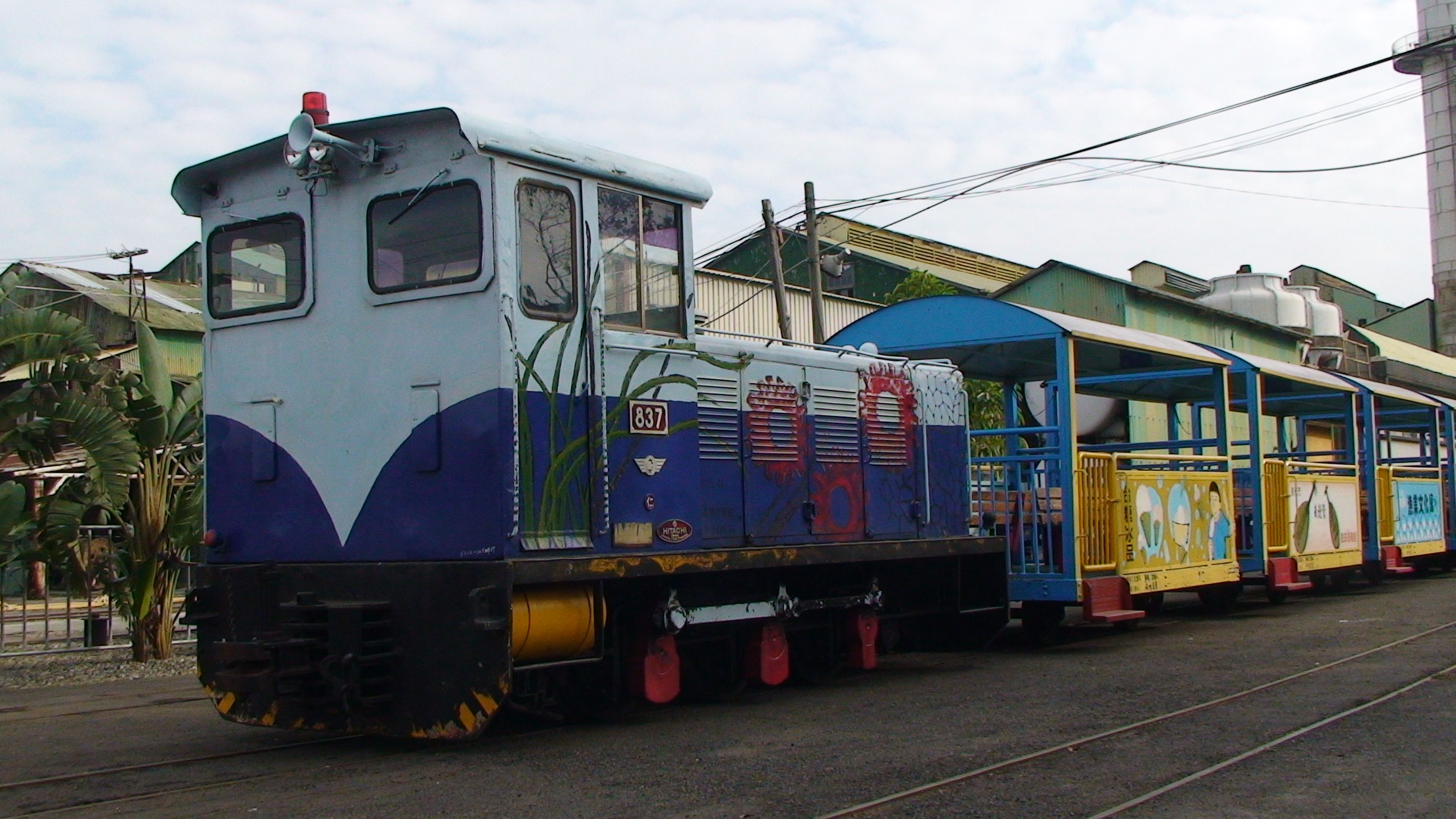
渓湖糖廠のディーゼル機関車と客車

- 台湾糖業鉄道
  - 渓湖糖廠（渓湖線）
  - 蒜頭糖廠（蔗埕線）
  - 烏樹林糖廠（新港東線）
  - 新営糖廠（八翁線）
  - 佳里糖廠
  - 橋頭糖廠（橋頭線）
- 太平山森林鉄路
- 烏来台車

### スイス

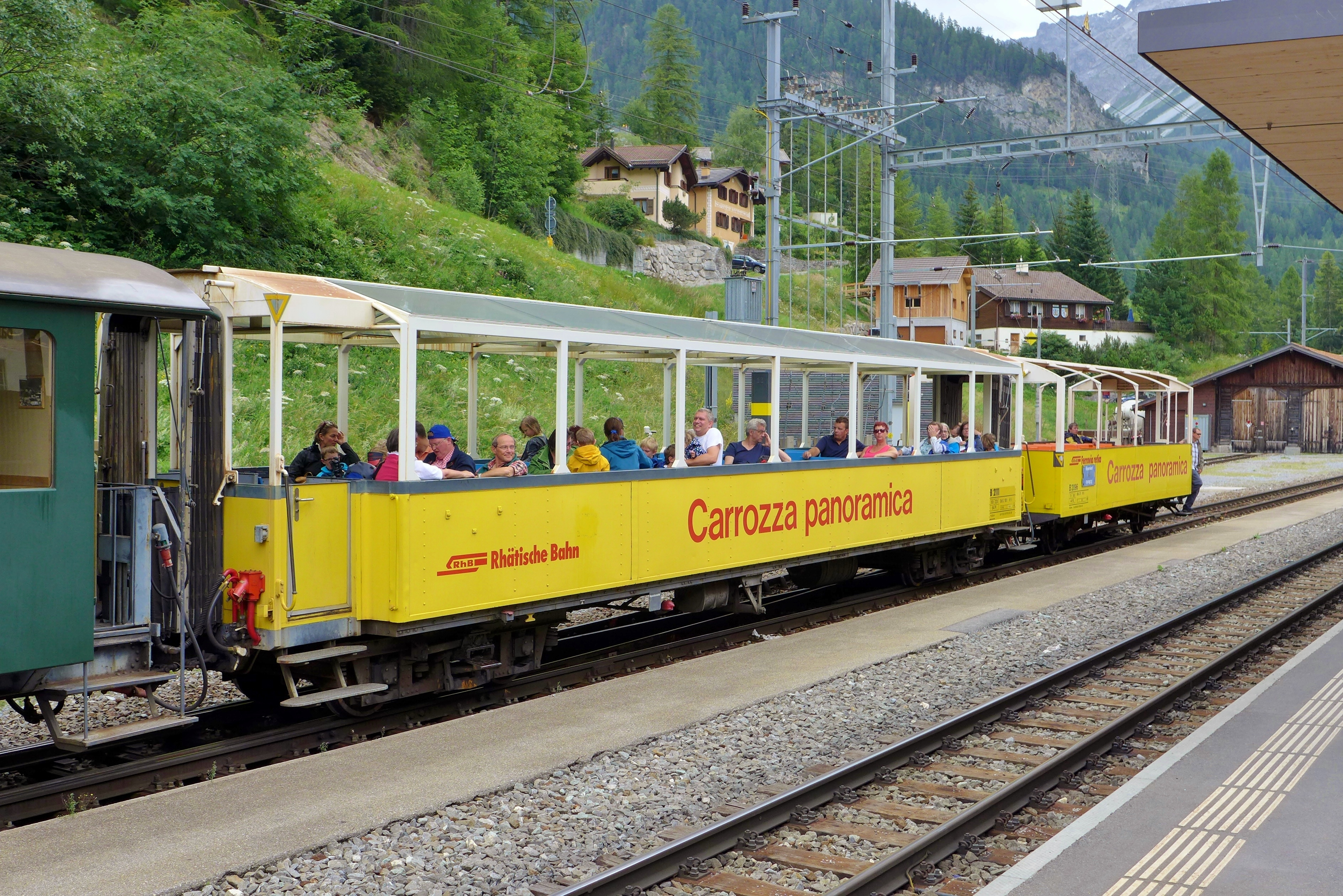
アルブラ線で運行されているトロッコ車両

- レーティッシュ鉄道ベルニナ線、アルブラ線、クール・アローザ線など
- アッペンツェル鉄道
- ツェントラル鉄道

### アルゼンチン
- es:Tren Ecológico de la Selva